# Neolophonotus longicauda
Neolophonotus longicauda là một loài ruồi trong họ Asilidae. Neolophonotus longicauda được Londt miêu tả năm 1988. Loài này phân bố ở vùng nhiệt đới châu Phi.